# Puya ibischii
Puya ibischii là một loài thực vật có hoa trong họ Bromeliaceae. Loài này được R.Vásquez mô tả khoa học đầu tiên năm 2004.